# Оскар Алберто Ортиз
Оскар Алберто Ортиз (рођен 8. априла 1953. у Чачабуку, Буенос Ајрес) је бивши аргентински фудбалер који је играо као крилни играч.

## Каријера
Најистакнутије достигнуће у фудбалској каријери било је учешће у репрезентацији Аргентине која је освојила Светско првенство 1978.
Ортиз је каријеру започео у Сан Лорензу, као млади играч био је део екипе која је освојила 3 титуле лиге (М1972, Н1972 и Н1974).
1976. Сан Лорензо га је продао бразилском клубу Гремио, али његов останак тамо није дуго трајао, вратио се у Аргентину да игра за Ривер Плејт.
Његово време у Ривер Плејту било је његово најуспешније, када је реч о трофејима. Његов први трофеј у клубу било је првенство Метрополитано 1977.
Његова одлична форма му је донела позив да игра за Аргентину на Светском купу 1978, где је био члан тима који је победио Холандију у финалу (које се одржавало на Риверовом стадиону Монументал) и тиме допринео првој светској титули за Аргентину 
У Риверу, Ортиз је помогао да тим освоји три титуле заредом (М1979, Н1979 и М1980), други пут у својој историји да су постигли овај подвиг.
Ривер је 1981. продао Ортиза клубу Атлетико Хуракан, његово време тамо је било невероватно и ускоро је продат у Индепендијенте.
Последња титула коју је освојио дошао је у Индепендијентеу, као део тријумфалне екипе Мотрополитано из 1983. године, а из фудбала се повукао недуго затим.